# Fukunaga Yasushi
Yasushi Fukunaga (sinh ngày 6 tháng 3 năm 1973) là một cầu thủ bóng đá người Nhật Bản.

## Sự nghiệp câu lạc bộ
Yasushi Fukunaga đã từng chơi cho Urawa Reds và Vegalta Sendai.